# Liste des maires de Villers-lès-Nancy
La liste des maires de Villers-lès-Nancy présente la liste des maires de la commune française de Villers-lès-Nancy, située dans le département de Meurthe-et-Moselle en région Grand Est.

## Liste des maires

### Entre 1791 et 1945
| Période                                  | Période      | Identité                         | Étiquette | Qualité |
| ---------------------------------------- | ------------ | -------------------------------- | --------- | ------- |
| Les données manquantes sont à compléter. |              |                                  |           |         |
| 1791                                     | 1791         | François Villard                 |           |         |
| 1791                                     | 1792         | Jean Claude Charbonnier          |           |         |
| 1792                                     | 1794         | François Villard                 |           |         |
| 1794                                     | 1794         | Dieudonné Pierson                |           |         |
| 1794                                     | 1799         | François Villard                 |           |         |
| 1799                                     | 1816         | Dieudonné Pierson                |           |         |
| 1816                                     | 1821         | François Houard                  |           |         |
| 1821                                     | 1831         | M. Lefebvre                      |           |         |
| 1831                                     | 1848         | Jean Claude Clément              |           |         |
| 1848                                     | 1871         | François Pierson                 |           |         |
| 1871                                     | 1875         | Amédée Lefebre de Monjoie        |           |         |
| 1875                                     | 1884         | Hubert Simon                     |           |         |
| 1888                                     | 1900         | Louis Valet                      |           |         |
| 1900                                     | 1912         | Anatole de Scitivaux de Greische |           |         |
| 1912                                     | 1915         | Louis Porry                      |           |         |
| 1915                                     | 1919         | Louis Pierson de Brabois         |           |         |
| 1919                                     | 1924         | Charles Oudille                  |           |         |
| 1927                                     | mai 1935     | Hyppolyte Briot                  |           |         |
| mai 1935                                 | juillet 1942 | Albert Cattenoz                  |           |         |
| juillet 1942                             | octobre 1944 | Martial Mourot                   |           |         |
| octobre 1944                             | octobre 1945 | Maurice André                    |           |         |

### Depuis 1945
Depuis l'après-guerre, six maires se sont succédé à la tête de la commune.
| Période       | Période                   | Identité         | Étiquette           | Qualité |
| ------------- | ------------------------- | ---------------- | ------------------- | --- |
| octobre 1945  | novembre 1947             | Raymond Villaume |                     | |
| novembre 1947 | mars 1965                 | James Moisson    |                     | |
| mars 1965     | mai 1980                  | Paul Muller      | RI                  | Commerçant en chaussures Premier adjoint au maire (1959 → 1965) Président (1974 → 1979) puis 1er vice-président (1979 → 1980) du District urbain de l'agglomération nancéienne Chevalier de la Légion d'honneur (1978) Décédé en fonction |
| mai 1980      | mars 2001                 | Jean Bernadaux   | UDF-CDS puis UDF-FD | Directeur d'école Sénateur de Meurthe-et-Moselle (1992 → 2001) Conseiller général de Laxou (1982 → 1994) |
| mars 2001     | mars 2014                 | Pascal Jacquemin | PS                  | Cadre à la SNCF Conseiller général de Villers-lès-Nancy (1998) Conseiller général de Laxou (1998 → 2004) Conseiller régional de Lorraine (2004 → 2010) |
| mars 2014     | En cours (au 26 mai 2020) | François Werner, | UDI-LC              | Inspecteur général des finances 7e vice-président de la Métropole du Grand Nancy (2014 → 2017) 5e vice-président de la Métropole du Grand Nancy (2017 → 2020) 1er vice-président de la Métropole du Grand Nancy, (2020 → ) Conseiller régional du Grand Est, (2015 → ) Vice-président du conseil régional du Grand Est, (2017 → ) Réélu pour le mandat 2020-2026 |

## Conseil municipal actuel
Les 33 sièges composant le conseil municipal de Villers-lès-Nancy ont été pourvus le 15 mars 2020 lors du premier tour de scrutin. Actuellement, il est réparti comme suit : 

## Résultats des élections municipales

### Élection municipale de 2020
|                            | François Werner *        | LC-LR-MoDem-LREM         | 2 412  | 57,03  | 26 | 3 |  |  |
| Villers engagée            |                          |                          | 2 412  | 57,03  | 26 | 3 |  |  |
|                            | Cyrille Perrot           | EÉLV-PS-G·s              | 1 817  | 42,96  | 7  | 1 |  |  |
| Villers verte et solidaire |                          |                          | 1 817  | 42,96  | 7  | 1 |  |  |
|                            |                          |                          |        |        |    |   |  |  |
| Exprimés                   | Exprimés                 | Exprimés                 | 4 229  | 97,22  |    |   |  |  |
| Votes blancs               | Votes blancs             | Votes blancs             | 48     | 1,10   |    |   |  |  |
| Votes nuls                 | Votes nuls               | Votes nuls               | 73     | 1,68   |    |   |  |  |
| Total                      | Total                    | Total                    | 4 350  | 100,00 | 33 | 4 |  |  |
| Abstention                 | Abstention               | Abstention               | 6 019  | 58,05  |    |   |  |  |
| Inscrits / participation   | Inscrits / participation | Inscrits / participation | 10 369 | 41,95  |    |   |  |  |
| * Liste du maire sortant   |                          |                          |        |        |    |   |  |  |

### Élection municipale de 2014
|                                | François Werner    | UDI-NC-UMP-MoDem (UD) | 3 316  | 50,44  | 25 | 3 |  |  |
| Priorité Villers               |                    |                       | 3 316  | 50,44  | 25 | 3 |  |  |
|                                | Pascal Jacquemin * | PS-PCF-EELV (UG)      | 3 258  | 49,55  | 8  | 1 |  |  |
| Villers d'aujourd'hui à demain |                    |                       | 3 258  | 49,55  | 8  | 1 |  |  |
|                                |                    |                       |        |        |    |   |  |  |
| Inscrits                       | Inscrits           | Inscrits              | 11 274 | 100,00 |    |   |  |  |
| Abstentions                    | Abstentions        | Abstentions           | 4 402  | 39,05  |    |   |  |  |
| Votants                        | Votants            | Votants               | 6 872  | 60,95  |    |   |  |  |
| Blancs et nuls                 | Blancs et nuls     | Blancs et nuls        | 298    | 4,34   |    |   |  |  |
| Exprimés                       | Exprimés           | Exprimés              | 6 574  | 95,66  |    |   |  |  |
| * Liste du maire sortant       |                    |                       |        |        |    |   |  |  |

### Élection municipale de 2008
|                                | Pascal Jacquemin * | PS-PCF-LV (UG) | 3 823  | 55,36  | 26 |  |  |  |
| Villers innovante et solidaire |                    |                | 3 823  | 55,36  | 26 |  |  |  |
|                                | François Werner    | UMP (MAJ)      | 3 083  | 44,64  | 7  |  |  |  |
| Villers vitalité               |                    |                | 3 083  | 44,64  | 7  |  |  |  |
|                                |                    |                |        |        |    |  |  |  |
| Inscrits                       | Inscrits           | Inscrits       | 11 340 | 100,00 |    |  |  |  |
| Abstentions                    | Abstentions        | Abstentions    | 4 160  | 36,68  |    |  |  |  |
| Votants                        | Votants            | Votants        | 7 180  | 63,32  |    |  |  |  |
| Blancs et nuls                 | Blancs et nuls     | Blancs et nuls | 274    | 3,82   |    |  |  |  |
| Exprimés                       | Exprimés           | Exprimés       | 6 906  | 96,18  |    |  |  |  |
| * Liste du maire sortant       |                    |                |        |        |    |  |  |  |

### Élection municipale de 2001
| Tête de liste                 | Tête de liste      | Liste          | Premier tour | Premier tour | Second tour | Second tour | Sièges | Sièges |
| Tête de liste                 | Tête de liste      | Liste          | Voix         | %            | Voix        | %           | CM     |        |
| ----------------------------- | ------------------ | -------------- | ------------ | ------------ | ----------- | ----------- | ------ | ------ |
|                               | Pascal Jacquemin   | PS (G. pl.)    | 1 717        | 27,03        | 2 453       | 35,55       | 23     |        |
|                               | Jean Bernadaux *   | UDF            | 1 519        | 23,91        | 2 030       | 29,42       | 5      |        |
| Bien vivre ensemble à Villers |                    |                | 1 519        | 23,91        | 2 030       | 29,42       | 5      |        |
|                               | Michel Parache     | DVD            | 1 465        | 23,06        | 1 607       | 23,29       | 4      |        |
| L'autre choix pour Villers    |                    |                | 1 465        | 23,06        | 1 607       | 23,29       | 4      |        |
|                               | Christian Coeuré   | UDF diss.      | 985          | 15,50        | 400         | 5,80        | 0      |        |
|                               | Marie-Odile Teruel | PCF-LCR-ALT    | 667          | 10,50        | 411         | 5,96        | 1      |        |
| La gauche villaroise          |                    |                | 667          | 10,50        | 411         | 5,96        | 1      |        |
|                               |                    |                |              |              |             |             |        |        |
| Inscrits                      | Inscrits           | Inscrits       | 11 198       | 100,00       | 11 198      | 100,00      |        |        |
| Abstentions                   | Abstentions        | Abstentions    | 4 616        | 41,22        | 4 155       | 37,10       |        |        |
| Votants                       | Votants            | Votants        | 6 582        | 58,78        | 7 043       | 62,90       |        |        |
| Blancs ou nuls                | Blancs ou nuls     | Blancs ou nuls | 229          | 3,48         | 142         | 2,02        |        |        |
| Exprimés                      | Exprimés           | Exprimés       | 6 353        | 96,52        | 6 901       | 97,98       |        |        |
| * Liste du maire sortant      |                    |                |              |              |             |             |        |        |

### Élection municipale de 1995
|                          | Jean Bernadaux *   | UDF (CDS) - RPR (Un. d.) | 4 027  | 62,57  | 28 |  |  |  |
|                          | Jean-Marc Gebler   | PS                       | 1 691  | 26,27  | 4  |  |  |  |
|                          | Marie-Odile Teruel | PCF - LO                 | 718    | 11,16  | 1  |  |  |  |
|                          |                    |                          |        |        |    |  |  |  |
| Inscrits                 | Inscrits           | Inscrits                 | 11 388 | 100,00 |    |  |  |  |
| Abstentions              | Abstentions        | Abstentions              | 4 762  | 41,82  |    |  |  |  |
| Votants                  | Votants            | Votants                  | 6 626  | 58,18  |    |  |  |  |
| Blancs ou nuls           | Blancs ou nuls     | Blancs ou nuls           | 190    | 2,87   |    |  |  |  |
| Exprimés                 | Exprimés           | Exprimés                 | 6 436  | 97,13  |    |  |  |  |
| * Liste du maire sortant |                    |                          |        |        |    |  |  |  |

### Élection municipale de 1989
|                          | Jean Bernadaux *           | UDF (CDS-PR-Rad.) - RPR (Un. d.) | 3 948  | 55,88  | 26 |  |  |  |
|                          | Jean-François Grandbastien | PS                               | 1 695  | 23,99  | 4  |  |  |  |
|                          | Roger Mari                 | DVD                              | 1 023  | 14,47  | 2  |  |  |  |
|                          | M. Mathieu                 | PCF                              | 399    | 5,64   | 1  |  |  |  |
|                          |                            |                                  |        |        |    |  |  |  |
| Inscrits                 | Inscrits                   | Inscrits                         | 10 800 | 100,00 |    |  |  |  |
| Abstentions              | Abstentions                | Abstentions                      | 3 606  | 33,38  |    |  |  |  |
| Votants                  | Votants                    | Votants                          | 7 194  | 66,62  |    |  |  |  |
| Nuls                     | Nuls                       | Nuls                             | 129    | 1,19   |    |  |  |  |
| Exprimés                 | Exprimés                   | Exprimés                         | 7 065  | 65,42  |    |  |  |  |
| * Liste du maire sortant |                            |                                  |        |        |    |  |  |  |

### Élection municipale de 1983
|                          | Jean Bernadaux *           | UDF - RPR (Un. opp.) | 4 750 | 67,52  | 29 |  |  |  |
|                          | Jean-François Grandbastien | PS                   | 1 923 | 27,33  | 4  |  |  |  |
|                          | M. Pegeot                  | PCF                  | 361   | 5,13   | 0  |  |  |  |
|                          |                            |                      |       |        |    |  |  |  |
| Inscrits                 | Inscrits                   | Inscrits             | 9 999 | 100,00 |    |  |  |  |
| Abstentions              | Abstentions                | Abstentions          | 2 816 | 28,16  |    |  |  |  |
| Votants                  | Votants                    | Votants              | 7 183 | 71,84  |    |  |  |  |
| Nuls                     | Nuls                       | Nuls                 | 149   | 1,49   |    |  |  |  |
| Exprimés                 | Exprimés                   | Exprimés             | 7 034 | 70,35  |    |  |  |  |
| * Liste du maire sortant |                            |                      |       |        |    |  |  |  |

### Élection municipale de 1977
| Tête de liste            | Tête de liste              | Liste                   | Premier tour | Premier tour | Sièges | Sièges |
| Tête de liste            | Tête de liste              | Liste                   | Voix         | %            | CM     |        |
| ------------------------ | -------------------------- | ----------------------- | ------------ | ------------ | ------ | ------ |
|                          | Paul Muller *              | RI - RPR - Mod. (Maj.)  | 3 685        | 60,94        | 27     |        |
|                          | Jean-François Grandbastien | PS - PCF - MRG (Un. g.) | 2 323        | 38,42        |        |        |
|                          |                            |                         |              |              |        |        |
| Inscrits                 | Inscrits                   | Inscrits                | 8 147        | 100,00       |        |        |
| Abstentions              | Abstentions                | Abstentions             | 1 977        | 24,27        |        |        |
| Votants                  | Votants                    | Votants                 | 6 170        | 75,73        |        |        |
| Exprimés                 | Exprimés                   | Exprimés                | 6 046        | 74,21        |        |        |
| * Liste du maire sortant |                            |                         |              |              |        |        |